# Lajos Básti
Lajos Básti, cu numele schimbat de mai multe ori: Beregi (1934), Básthy (1936), Básti (1942), (n. 17 noiembrie 1911, Keszthely, Comitatul Zala, Ungaria – d. 1 iunie 1977, Budapesta, Republica Populară Ungară) a fost un actor maghiar, laureat al premiului Kossuth, distins cu titlurile de artist emerit și maestru al artei, profesor la Academia de Teatru și Film din Budapesta. Este considerat unul dintre cei mai proeminenți actori maghiari ai secolului al XX-lea.

## Familie
S-a născut pe 17 noiembrie 1911 la Keszthely, într-o familie de origine evreiască, primind numele Lajos Berger. Tatăl său, Rezső Berger, era un comerciant de produse de mercerie. A urmat școala elementară și liceul în orașul său natal. În 1935 a absolvit Academia de Teatru și Film din Budapesta. A doua sa soție a fost actrița Zsuzsa Zolnay (1932–2011), laureată a premiilor Jászai Mari și Aase. Fiica lui, Juli Básti, este actriță laureată a premiului Kossuth. Familia a locuit timp de zeci de ani într-un apartament de pe strada Bürök din sectorul 12 al Budapestei.

## Biografie
După Absolvirea Academiei de Teatru și Film a jucat la Teatrul Bárdos Artúr din Belváros și în 1937 a fost angajat ca actor la Teatrul de Comedie, unde a obținut cu greu un rol din cauza legilor antievreiești din 1939-1940. În 1941 făcea parte din trupa Teatrelor Maghiar și Andrássy, dar nu a mai apărut pe scenă până la sfârșitul războiului. Între două piese s-a mai ocupat cu publicistica.
După 1945 a devenit un artist proeminent al Teatrului Național. Pentru un deceniu și jumătate a jucat rolul Ádám în spectacolul regizat de Endre Gellért cu piesa Tragedia omului a lui Madách.  A scris o carte despre acest rol intitulată Mire gondolsz, Ádám? (1962). Între 1968–1972 a jucat la Teatrul de Comedie în piesa Alku a lui Arthur Miller. Revenind la Național, unul din ultimele sale roluri mari a fost rolul titular din piesa Regele Lear a lui Shakespeare. Mai târziu, unul dintre rolurile sale proemeinte a fost cel al lui Higgins din musicalul My Fair Lady.
A interpretat roluri principale în mai multe filme printre care Föltámadott a tenger (1953) – Kossuth; Merénylet (1959), Katonazene (1961); Nappali sötétség (1963), Fiii omului cu inima de piatră (1965); Butaságom története (1965, Ruttkai Évával); Egy magyar nábob – Kárpáthy Zoltán (1966) – plus în mai multe filme și seriale de televiziune.
A fost un celebru recitator de poezii, în special din versurile lui János Arany, înregistrând mai multe discuri. Între
1952 și 1960 a fost profesor la Academia de Teatru și Film din Budapesta.

## Roluri în piese de teatru
Numărul rolurilor interpretate, începând din 1949, potrivit evidențelor teatrale, este de 86. Printre acestea se numără următoarele:
- Dezső Kosztolányi - László Lakatos: Édes Anna....Jancsi úrfi
- Tennessee Williams: Az ifjúság édes madara....Thomas Finlay
- Friedrich Dürrenmatt: Játsszunk Strindberget....Edgar
- József Katona: Bánk bán....Petur bán, bihari főispán
- László Németh: VII. Gergely....Desiderius, apát
- Maxim Gorki: Jegor Bulicsov és a többiek....Jegor Bulicsov
- William Shakespeare: Regele Lear....Lear
- Imre Madách: Tragedia omului: Az Úr hangja
- Nikolai Gogol: Revizorul....Ljapkin-Tyapkin, járásbíró
- Lajos Maróti: Az utolsó utáni éjszaka....VIII. Kelemen pápa
- Arthur Miller: Alku....Gregory Solomon
- Géza Páskándi: Vendégség....Dávid Ferenc
- Eugene O'Neill: Eljő a jeges....Theodore Hickman
- Neil Simon: Hotel Plaza....Sam Nash
- Gyula Illyés: Tiszták....Perella Raymond
- György Szabó: Napóleon és Napóleon....Mudson, Sir Lowell főkormányzó
- Henrik Ibsen: Solness építőmester....Halvard Solness
- George Bernard Shaw: A hős és a csokoládékatona....Petkov
- Zsigmond Móricz: Úri muri....Zsellyei Balogh Ádám
- Mihály Sükösd: A kívülálló....Prónay
- Bruckner: Angliai Erzsébet....Fülöp spanyol király
- Strindberg: Haláltánc....Edgar, várkapitány
- Dante: Isteni színjáték....Dante
- Bertolt Brecht: A vágóhidak Szent Johannája....Mauler, a húskirály
- Ferenc Sánta: Éjszaka (Az áruló)....Író
- Peter Weiss: A vizsgálat....Harmadik tanú
- Molière: A fösvény....Harpagon
- László Németh: Szörnyeteg....Sárkány Béla, professzor
- Gábor Thurzó: Az oroszlán torka....A miniszter
- Endre Vész: Statisztika....A professzor
- Tibor Déry: Bécs, 1934....Goga Felicián
- Shakespeare: Coriolanus....Menenius Agrippa szenátor
- Pál Salamon: Magadra kiálts....Dr. Meszlényi László
- Shaw–Loewe: My Fair Lady....Higgins professzor
- Comico-tragoedia....Prológ
- Imre Dobozy: Holnap folytatjuk....Ágass László
- Shakespeare: Iuliu Cezar....Marcus Brutus
- József Darvas: Részeg eső....Balla Géza
- Gábor Andor emlékest (1964, Irodalmi Színpad)
- Miller: Vrăjitoarele din Salem.....Danforth, a főkormányzó képviselője
- Sofocle: Oedip rege....Oedip
- Zalka Máté–emlékest (1962, Irodalmi Színpad)
- Shaw: Barbara őrnagy....Undershaft
- László Németh: A két Bolyai....Bolyai Farkas
- Rose: Tizenkét dühös ember....8. esküdt
- Lavrenyov: Amerika hangja....Walter Kidd
- Friedrich Schiller: Ármány és szerelem....Ferdinand von Walter őrnagy
- Katona: Bánk bán....II. Endre
- Frisch: Biedermann és a gyújtogatók....Schmitz, díjbirkózó
- Károly Kós: Budai Nagy Antal....Csáky István, erdélyi vajda
- Lope de Vega: Donna Juana....Don Pedro
- Ferenc Karinthy: Ezer év....Rózsa Elemér
- Visnyevszkij: Feledhetetlen 1919....Rodziankó tábornok
- Miroslav Krleűa: A Glembay Ltd....Dr. Theol. et Phil. Silberbrandt Alajos
- Shakespeare: Hamlet....Hamlet
- Miklós Gyárfás: Hatszáz új lakás....Ág István
- Shakespeare: Richard al III-lea....Buckingham
- Lev Tolstoi: Anna Karenina....contele Vronski
- József Darvas: Kormos ég....Joó Sándor
- Shakespeare: Macbeth....Banquo
- Eschil: A jólelkűek....Apollon
- Gyula Illyé: Az ozorai példa....Csapó Vilmos nemzetőr-őrnagy
- Racine: Phaedra....Theseus, Athén királya
- Shakespeare: Mult zgomot pentru nimic....Don Pedro
- Shakespeare: Visul unei nopți de vară....Theseus, Athén ura
- Arbuzov: Tánya....Ignátov
- Jurij Csepurin: Tavaszi áradás....Barszukov
- Ray Lawler: A tizenhetedik baba nyara....Roo
- Ostrovski: Vihar....Tyihon
- Benjamin Jonson: Volpone....Leone
- Mihály Vörösmarty: Csongor és Tünde....Csongor
- Ernest Hemingway: Ötödik hadoszlop....Philip Rawlings
- Shakespeare: Antoniu și Cleopatra....Sextus Pompeius
- Dumas: Dama cu camelii....Duval Armand
- Madách: Tragedia omului....Ádám
- Szimonov: Az orosz kérdés....Harry Smith
- Shakespeare: Cum vă place....Orlando
- Salacrou: A gyűlölet éjszakája....Bernard Bazire
- Mihály Eisemann: Egy csók és más semmi....Sándor
- Armand Szántó–Mihály Szécsény: Kihajolni veszélyes....Péter

## Filmografie

### Filme de cinema
- 1963 Întuneric în plină zi (Nappali sötétség), regia Zoltán Fábri
- 1965 Fiii omului cu inima de piatră
- 1967 Înnorare trecătoare (Változó felhőzet), regia Márton Keleti
- 1967 Studiu despre femei (Tanulmány a nőkről), regia Márton Keleti
- 1968 Căsătorie pripită? (Elsietett házasság), regia Márton Keleti
- 1970 Vis de dragoste (Szerelmi álmok - Liszt), regia Márton Keleti

### Filme de televiziune

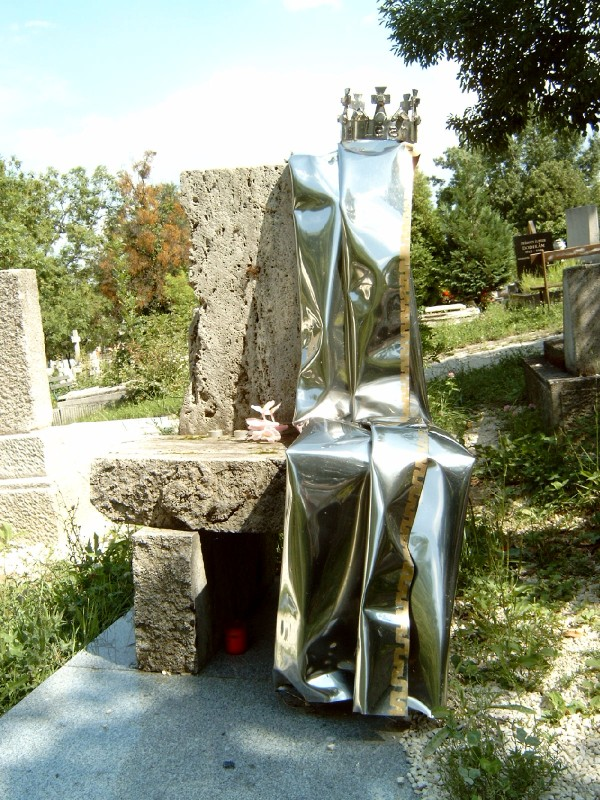
Mormântul lui Lajos Básti în cimitirul Farkasréti din Budapesta: 22/1-1-74. Monument realizate de Imre Varga

- Vihar a Sycamore utcában (1959)
- Ivan Iljics halála (1965)
- Othello Gyulaházán (1966)
- Nyaralók (1967)
- Az ember tragédiája (1969)
- A 0416-os szökevény (1970)
- Aranyliba (1972)
- Pirx kalandjai (1973)
- Volpone (1975)
- Shakespeare: II. Richard (1975)
- Bach Arnstadtban (1975)
- A szerelem bolondjai (1976)
- Abigél 1-4. (1978)

## Dublaje de voce[10]
- Szentivánéji álom (A Midsummer Night's Dream) [1935] - Zuboly, a takács (James Cagney)
- Győztesek nemzedéke (Pokolenie pobediteley) [1936]
- Zola élete (The Life of Emile Zola) [1937]
- Becsületből elégtelen (Mr. Smith Goes to Washington) [1939] - A szenátus elnöke (Harry Carey)
- A 606-os kísérlet (Dr. Ehrlich's Magic Bullet) [1940] - Dr. Emil Von Behring (Otto Kruger)
- Eső mossa a szerelmünket (Det regnar på vår kärlek) [1946] - Az esernyős úr (Gösta Cederlund)
- Gilda [1946] - Ballin Mundson (George Macready)
- A nagy óra (The Big Clock) [1948] - Steve Hagen (George Macready)
- Az erőszak árnyékában (Rotation) [1949] - Hans Behnke (Paul Esser)
- A Franchise-ügy (The Franchise Affair) [1951] - Kevin McDermott (Anthony Nicholls)
- Királylány a feleségem (Fanfan la Tulipe) [1952] - XV. Lajos (Marcel Herrand)
- Leszámolás (Razlom) [1952]
- Madame de... [1953] - Fabrizio Donati báró (Vittorio De Sica)
- Erősebb az éjszakánál (The Franchise Affair) [1954]
- Özönvíz előtt (Avant le déluge) [1954]
- Váratlan vendég (An Inspector Calls) [1954] - Poole felügyelő (Alastair Sim)
- A benderathi eset (Zwischenfall in Benderath) [1956]
- Naplemente előtt (Vor Sonnenuntergang) [1956] - Erich Klamroth (Martin Held)
- A férfi a legfelső emeletről (The Man Upstairs) [1958] - Thompson felügyelő (Bernard Lee)
- Igor és társai (Flagi na bashnyakh) [1958] - Anton Szemjonovics Makarenko (Vladimir Yemelyanov)
- A nyomorultak (Les Misérables) [1958] - Jean Valjean / Champmathieu (Jean Gabin)
- Ördögi találmány (Vynález zkázy) [1958]
- Rendszáma H-8 (H-8) [1958]
- Foma Gorgyejev (Foma Gordeev) [1959] - Ignat Gorgyejev (Sergei Lukyanov)
- A komédiás (The Entertainer) [1960] - Archie Rice (Laurence Olivier)
- Menekülés a pokolból (Flucht aus der Hölle) [1960]
- Az utolsó tanú (Der letzte Zeuge) [1960]
- Ki volt dr. Sorge? (Qui êtes-vous, Monsieur Sorge?) [1961] - Hans-Otto Meissner (Hans-Otto Meissner)
- Malachiás csodája (Das Wunder des Malachias) [1961]
- Gyilkosság Gateway-ben (Mord in Gateway) [1962] - (Wilhelm Koch-Hooge)
- A hóhér (El verdugo) [1963] - Börtönigazgató (Guido Alberti)
- Transzport a paradicsomból (Transport z raje) [1963] - David Loewenbach (Zdenek Stepánek)
- Falstaff (Campanadas a medianoche) [1965] - IV. Henrik (John Gielgud)
- Szerelmi körhinta (Das Liebeskarussell) [1965] - Emil Claasen (Gert Fröbe)
- Francia négyes (Quadrille) [1966] - Lord Hubert Heronden (Friedrich Schoenfelder)
- Az ingaóra (Das Pendel) [1967] - Rupeo (Erwin Linder)
- Mezítláb a parkban (Barefoot in the Park) [1967] - Victor Velasco (Charles Boyer)
- Nem születtünk katonának (Vozmezdie) [1967] - Narrátor (Leonid Khmara)
- A hazugság játékai (Male of the Species) [1969] - Narrátor (Laurence Olivier)
- Rémület a levegőben (Terror in the Sky) [1971]
- Sacco és Vanzetti (Sacco e Vanzetti) [1971]
- Sátáni ötlet (Max et les ferrailleurs) [1971] - Felügyelő (Georges Wilson)
- Sztrogoff Mihály (Strogoff) [1971]
- Penny Gold [1974]

## Teatru radiofonic
- Történet a szerelemről és a halálról (1971)
- Maestrul și Margareta (1976) - Woland

## Premii
- Artist emerit (1954)
- Premiul Kossuth (1955)
- Maestru al artei (1963)
- Premiul SZOT (1965)